# 미나미야마미촌
미나미야마미촌(南山見村)은 도야마현 히가시토나미군에 있던 촌이다.

## 역사
- 1889년 4월 1일 - 정촌제 시행에 의해 도나미군 구니요시촌이 성립하였다.
- 1896년 3월 29일 - 군 개편에 의해 도나미군에서 분립해, 히가시토나미군이 성립하여, 히가시토나미군에 속하게 되었다.
- 1951년 4월 1일 - 난토시에 편입되었다.

## 참고문헌
- 『市町村名変遷辞典』東京堂出版、1990年。